# 皮内勒-欧特里沃
皮内勒-欧特里沃（法語：Pinel-Hauterive，法語發音：[pinɛl otʁiv]）是法国洛特-加龙省的一个市镇，位于该省中部偏东北，属于洛特河畔新城区。该市镇总面积21.77平方公里，2009年时的人口为526人。
该市镇于20世纪70年代由原市镇皮内勒（Pinel）和欧特里沃（Hauterive）合并而成。

## 人口
皮内勒-欧特里沃人口变化图示